# سو هابز
سوزان «سو» هابز (انگلیسی: Sue Hobbs؛ زادهٔ ۱۹۵۶/۱۹۵۷) ورزشکار دو و میدانی اهل استرالیا است.
وی در مسابقات کشوری و بین‌المللی در مجموع برندهٔ ۳ مدال نقره شده‌است.